# Locomotive SFR 161-166
Le locomotive 161 ÷ 166 delle Strade Ferrate Romane erano una serie di locomotive a vapore, a tender separato, di rodiggio 1-2-0.
Provenivano dal parco delle Strade Ferrate Livornesi, per le quali erano state costruite nel 1863-64 dalla Canada Works di Birkenhead.
Nel 1885, con la creazione delle grandi reti nazionali, passarono nel parco della Rete Mediterranea, dove presero i numeri da 2435 a 2440.
Nel 1905, all'atto della statalizzazione delle ferrovie, esistevano ancora 2 unità, che vennero inserite dalle Ferrovie dello Stato nel gruppo 161, con numeri 1611 e 1612.
A causa della loro obsolescenza, vennero tutte radiate dopo pochi anni.